# Andrea del Sarto
Andrea del Sarto (US: /ɑːnˌdreɪə dɛl ˈsɑːrtoʊ/, UK: /ænˌ-/; 16. jul 1486 – 29. septembar 1530) bio je italijanski slikar iz Firence. Njegova karijera cvetala tokom visoke renesanse i ranog manirizma. On je bio poznat kao izuzetan freskni dekorater, slikar oltarskih slka, portretista, crtač i kolorista. Iako je tokom svog života bio visoko cenjen kao umetnik senza errori („bez grešaka”), njegov renome je nakon njegove smrti bio zasenčen ugledom njegovih savremenika, Leonarda da Vinčija, Mikelanđela i Rafaela.

## Rani životi i obuka
Andrea del Sarto je rođen kao Andrea d'Agnolo di Frančesko di Luka u Firenci dana 16. jula 1486. Njegov otac Agnolo bio je krojač (italijanski: sarto), tako da je on postao poznat kao „del Sarto”" (što znači „krojačev sin”). Od 1677. godine neki mu pripisuju prezime Vanuči, međutim nema dovoljno pisane podrške za tu tvrdnju. Do 1494. godine Andrea je bio šegrt zlatara, a potom se bavio rezbarenjem drveta i učio je kod slikara po imenu Đan Baril, sa kojim je ostao do 1498. godine. Prema njegovom biografu Vasariju, on je zatim bio pripravnik kod Pjera di Kozima, a kasnije i kod Rafaelina del Garba (Karlija).
Andrea i jedan njegov prijatelj koji je bio stariji od njega, Franciabiđio odlučili su da zajednički otvore studio na Pjaci del Grano. Prvi proizvod njihovog partnerstva verovatno je bilo Hristovo krštenje za firenčanina Kompanju delo Skalca, to je bio početak serije monohromatskih freski. Do vremena kada je partnerstvo raskinuto, Sartov stil je nosio pečat individualnosti. Prema Enciklopediji Britanika, to je karakteristično za celokupnu njegovu karijeru i pobuđivalo je interes, posebno među firenčanima, za efekte boje i atmosfere i sofisticiranu neformalnost i prirodan izraz osećaja.

## Firenca
Od 1509. do 1514. godine Servitski red je angažovao del Sarta, Frančiabiđia i Andrea Feltrinija u programu fresaka u Bazilici dela Santisima Anuncijata di Firenze. Sarto je završio sedam fresaka u predvorju ili atrijumu (klaustar zaveta) pre Servitske crkve, od kojih je pet ilustrovalo Život i čuda Filipa Benicija, servitskog sveca koji je umro 1285. (kanonizovan 1671). On ih je brzo izradio, prikazujući svetitelja kako isceljuje gubavca kroz dar svoje podtunike; predviđanje lošeg kraja nekih bogohulnika; i spasavanje devojke opsednute đavolom. Dve poslednje freske serije prikazuju isceljenje deteta na samrtnoj postelji Filipa Benicija i izlečenje bolesnih odraslih i dece kroz njegovu odeću koja se čuvala kao relikvija u crkvi. Svih pet fresaka je završeno pre kraja 1510. godine. Prvobitni ugovor je takođe zahtevao da naslika pet scena života i čuda Svetog Sebastijana, ali je Servitima rekao da više ne želi da nastavi sa drugim ciklusom, najverovatnije zbog niske zarade. Serviti su ga ubedili da uradi još dve freske u predvorju, iako su drugačije tematike: Povorku mudraca (sa autoportretom) završenu 1511. godine i Porođenje Device. Ove slike su naišle na poštovanje, a posebno u pogledu ispravnosti kontura, a Sartu su donele nadimak „Andrea senza errori“ (Andrea savršeni). Oko 1512. godine naslikao je (Blagoveštenje San Galo) Blagovesti u crkvi San Galo i Venčanje Svete Katarine (Drezden).
Do 1514. Andrea je završio svoje poslednje dve freske u Kiostro dej Votiju (SS. Anuncijata), uključujući svoje remek-delo, Rođenje Bogorodice, koje spaja uticaj Leonarda, Girlandaja i Fra Bartolomea. Do novembra 1515. završio je rad u obližnjem Hiostru bratstva Svetog Jovana Krstitelja, na delima opšte poznatim kao Skalzo Alegorija pravde i Krstitelj koji propoveda u pustinji, a 1517. je usledio Jovan krsti narod.

## Poseta Francuskoj
Pred kraj 1516, Pieta Del Sartove kompozicije, a potom i Bogorodica, poslate su na francuski dvor. To je dovelo do poziva Fransod I, 1518. godine, i on je otputovao u Pariz u junu te godine, zajedno sa svojim učenikom Andreom Skvorcelom, ostavljajući svoju ženu Lukreciju u Firenci.
Prema rečima Đorđa Vazarija, Andreinog učenika i biografa, Lukrecija je pisala Andrei i zahtevala da se vrati u Italiju. Kralj je pristao, ali samo uz razumevanje da će njegovo odsustvo iz Francuske biti kratko. Zatim je poverio Andrei sumu novca koju je potrošio na kupovinu umetničkih dela za francuski dvor. Po Vazarijevom računu, Andrea je uzeo novac i njime kupio sebi kuću u Firenci, čime je uništio svoju reputaciju i to ga je sprečio da se ikada vrati u Francusku. Priča je inspirisala Robert Brauningovu pesmu-monolog „Andrea del Sarto zvani 'Besprekorni slikar'“ (1855), ali sada neki istoričari veruju da je apokrifna.

## Kasniji radovi u Firenci
Godine 1520, nastavio je sa radom u Firenci i završio radove Vera i Dobročinstvo u manastiru Skalco. Tome su sledili Ples Irodove kćeri, Odsecanje glave krstitelja, Predstavljanje njegove glave Irodu, alegorija nade, Javljanje anđela Zahariju (1523) i monohromna Poseta. Ovo poslednje delo je naslikano u jesen 1524. godine, nakon što se Andrea vratio iz Luka u Muđelu, gde ga je izbijanje bubonske kuge u Firenci oteralo zajedno sa njegovom porodicom. Godine 1525, vratio se da slika u manastiru Anuncijata na oltaru Madonu del Sako, lunetu nazvanu po vreći uz koju je oslonjen Josif. Na ovoj slici velikodušna haljina Device i njen pogled ukazuju na njegov uticaj na rani stil učenika Pontorma.
Godine 1523, Andrea je naslikao kopiju grupe Rafaelovih portreta pape Lava X; ova kopija se sada nalazi u Museo di Kapodimonte u Napulju, dok original ostaje u palati Piti. Rafaelova slika je bila u vlasništvu Otavijana de Medičija, a zatražio ju je Federiko II Gonzaga, vojvoda od Mantove. Ne želeći da se rastane od originala, Otavijano je zadržao od Andreje da napravi kopiju, koju je predao vojvodi kao original. Imitacija je bila toliko verna da je čak i Đulio Romano, koji je jedno vreme imao pristup originalu, bio potpuno prevaren; i, pokazavši kopiju godinama kasnije Vazariju, koji je znao istinu, mogao je da se uveri da nije originalna tek kada mu je Vazari ukazao na privatni znak na platnu.
Andreino poslednje delo u Skalcu bilo je Rođenje Krstitelja (1526). Sledeće godine završio je svoju poslednju važnu sliku, Tajnu večeru u San Salviju (sada unutrašnje predgrađe Firence), na kojoj svi likovi izgledaju kao portreti. Ta crkva je sada Muzej poslednje večere Andrea del Sarta.
Nekoliko njegovih slika smatralo se autoportretima. Ranije se verovalo da je Portret mladića u Nacionalnoj galeriji u Londonu autoportret, kao što je bio i Portret Bekučija Bikieraja u Nacionalnoj galeriji Škotske, ali se sada zna da to nisu. U zamku Alnvik nalazi se autoportret mladića od oko dvadeset godina, sa laktom na stolu. Još jedan mladalački portret nalazi se u galeriji Ufici, a palata Piti sadrži više od jednog.

## Parcijalna antologija radova
- (1507-1508, Pinakoteka di Bari)
- (c. 1510, Museo del Kenakolo di Andrea del Sarto, Firenca)
- (c. 1513, Nacionalna Galerija, London)
- (1513-1514, Muzej Prado, Madrid)
- (1513-1514, Santisima Anunzijata, Firenca)
- (Devica i dete, sa svetim Franjom, svetim Jovanom evanđelistom i dva anđela) (1517, naslikano u S. Frančesku, sad u Ufizi, Firenca)
- (1518, Luvr, Pariz)
- (c. 1520, freska u Pođo a Kajano, Italija; kompletirao ju je Alesandro Alori)
- (Piti palata, Firenca) [16]
- (c. 1522-1523, Muzej Prado, Madrid)
- (c. 1522-1523, Galerija Palatina, Palaco Piti, Firenca)
- (1523-1524, Galerija Palatina, Palaco Piti, Firenca)
- (1526, Galerija Palatina, Palaco Piti, Firenca)
- (1511-1527, Museo del Kenakolo di Andrea del Sarto, Firenca)
- (c. 1528, oltarska slika za manastir San Galo, sad u Ufizi, Firenca)
- (c. 1528, Galerija Palatina, Palaco Piti, Firenca)
- (c. 1528, Galerija Nacionale di Arte Antika, Palaco Barberini, Rim)
- (c. 1528-1529, Ufizi, Firenca)
- (c. 1528-1529, Ufizi, Firenca)
- (c. 1529, Hermitaž, St. Petersburg)
- (c. 1529, Metropolitanski muzej, Njujork)
- (c. 1529, Galerija Palatina, Palaco Piti, Firenca)
- (1530, Galerija Palatina, Palaco Piti, Firenca)

## Literatura
- Овај чланак укључује текст из публикације која је сада у јавном власништву: Rossetti, William Michael (1911). „Andrea del Sarto”.  Ур.: Chisholm, Hugh.  (на језику: енглески). 1 (11 изд.). Cambridge University Press. стр. 969—971.
- Freedberg, Sydney J. (1993).  Pelican History of Art, ур. Painting in Italy, 1500-1600. стр. 90–95 Penguin Books Ltd.
- Hobbes, James R. (1849). Picture collector's manual; Dictionary of Painters. T. & W. Boone, 29 Bond Street, London; Digitized by Googlebooks (2006) from Oxford library.

## Spoljašnje veze
- „Andrea del Sarto”. Catholic Encyclopedia. 1913.